# Coyotepec (Estado de México)
Coyotepec pertence à Região Cuautitlán Izcalli, é um dos municípios localizados ao norte do Estado de México, no México. A sua cabecera municipal e sede do governo é Coyotepec.